# Concòrdia d'Alcalá
La Concòrdia d'Alcalá és el nom amb què es coneix l'acord signat el 22 de març de 1227 a Alcalá d'o Bispe entre el rei Jaume I d'Aragó i la noblesa revoltada, mitjançant el qual les parts enfrontades acordaven de sotmetre's a la sentència arbitral que dictés l'arquebisbe de Tarragona Aspàreg de la Barca, el bisbe de Lleida Berenguer d'Erill, i el mestre de l'Orde del Temple Francesc de Montpesat.

## La fi de la tercera revolta nobiliària
El 1227, després de la mort de Pero d'Ahones a mans dels servents del rei, Jaume I d'Aragó es va enfrontar a un nou alçament de la noblesa dirigit per l'Infant Ferran d'Aragó, oncle del rei, que comptà amb el suport dels Montcada, dels Cornel i els partidaris del mort Pero d'Ahones. Després d'una campanya accidentada però finalment reeixida, el rei aconseguí imposar-se i rebre la submissió de la noblesa revoltada. El 22 de març del 1227 a Alcalá d'o Bispe, amb la intervenció papal, les parts enfrontades signaren l'acord de sotmetre's voluntàriament a l'arbitratge de l'arquebisbe de Tarragona Aspàreg de la Barca, el bisbe de Lleida Berenguer d'Erill, i el mestre de l'Orde del Temple Francesc de Montpesat.

## Significació
La Concòrdia d'Alcalà posà fi a les revoltes nobiliàries que caracteritzaren els primers anys del regnat de Jaume I d'Aragó i significà el triomf de la monarquia sobre els nobles, fet que li donà l'estabilitat necessària per a iniciar les campanyes contra els musulmans.